# 로켓레이크
로켓레이크(Rocket Lake)는 인텔의 11세대 코어 마이크로프로세서에 대한 코드명이다. 2021년 3월 30일에 출시된 이 제품은 인텔의 14nm 공정 노드로 백포트된 서니 코브(인텔의 아이스레이크 모바일 프로세서에서 사용)의 변형인 새로운 Cypress Cove 마이크로아키텍처를 기반으로 한다. 로켓레이크 코어에는 스카이레이크에서 파생된 코멧레이크 코어보다 훨씬 더 많은 트랜지스터가 포함되어 있다.
로켓레이크는 H410 및 B460 칩셋을 제외하고 코멧레이크와 동일한 LGA 1200 소켓 및 400 시리즈 칩셋 호환성을 제공한다. 새로운 500 시리즈 칩셋도 함께 제공된다. 로켓레이크에는 코멧레이크의 10개 코어에서 감소한 최대 8개의 코어가 있다. 인텔 Xe 그래픽과 PCIe 4.0 지원이 특징이다. PCIe 4.0 모드에서는 단일 M.2 드라이브만 지원되며 나머지는 모두 PCIe 3.0을 통해 연결된다.
인텔은 2021년 3월 16일에 로켓레이크 데스크톱 제품군을 공식 출시했으며 3월 30일에 판매가 시작되었다. 11세대 코어 i3와 로켓레이크 기반 펜티엄 골드 및 셀러론 CPU는 고급 모델과 함께 포함되지 않았다. 대신 인텔은 코멧레이크 코어 i3 및 펜티엄 골드 CPU를 위한 업데이트된 모델을 출시했다. 이 프로세서는 주파수가 100MHz 더 높고 모델 번호의 마지막 숫자가 0에서 5로 변경되지만 원래 부품과 동일한 특성을 갖는다. 인텔은 또한 데스크톱/NUC 및 태블릿 시장에서 11세대 라인업의 일부로 타이거레이크 프로세서를 출시했다. 이러한 프로세서에는 모델 이름에 새로운 B 접미사가 붙는다.

## 같이 보기
- 인텔 CPU 마이크로아키텍처 목록
- 인텔 코어